# Nino (nome italiano)
Nino  è un nome proprio di persona italiano maschile.

## Varianti
- Maschili
  - Alterati: Ninetto[1][2], Ninuccio[1]
  - Ipocoristici: Ninì[1][2], Nini[1][2], Niny[1], Ninni[1][2], Ninny[1][2]
- Femminili: Nina[1][2][4]
  - Alterati: Ninetta[1][2], Ninuccia[1]
  - Ipocoristici: Ninì[1][2], Nini[1][2], Niny[1], Ninni[1][2], Ninny[1][2]

## Origine e diffusione
Questo nome risulta dall'abbreviazione di vari nomi che terminano con -nino e -nina, in genere forme alterate quali Antonino/a e Giannino/a, Lucianino/a, Stefanino/a, Saturnino/a, Annina e via dicendo; inoltre, coincide con i termini spagnoli niño e niña ("bambino" e "bambina").
In Italia è ben attestato su tutto il territorio nazionale. La forma femminile "Nina" era usata originariamente, oltre che in Italia, anche in Russia (scritta in cirillico Нина, che è anche la forma russa del nome georgiano femminile Nino); da questi due paesi, nel XIX secolo, si diffuse in gran parte dell'Europa occidentale, ed ora è usato anche in ceco, croato, francese, inglese, polacco, slovacco, sloveno e tedesco, con ulteriori varianti quali l'inglese Nena e il diminutivo francese Ninette.
Il nome "Nino" venne portato anche da Nino, il leggendario marito di Semiramide e fondatore di Ninive; si tratta però di un nome del tutto diverso da questo, giuntoci tramite la forma greca antica Νινος (Ninos) e dall'origine sostanzialmente ignota.

## Onomastico
Il nome Nino può essere festeggiato lo stesso giorno del nome di cui costituisce un'abbreviazione. Esiste una santa Nino, festeggiata il 14 gennaio, ma il suo nome non ha nulla a che vedere con questo (si veda Nino (nome georgiano)).

## Persone
- Nino Benvenuti, pugile italiano

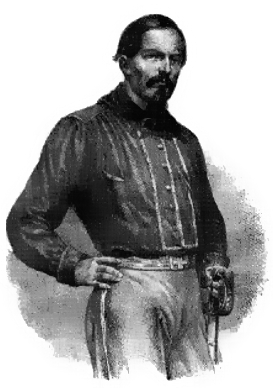
Nino Bixio

- Nino Bixio, militare, politico e patriota italiano
- Nino Castelnuovo, attore italiano
- Nino D'Angelo, cantautore, attore e regista italiano
- Nino Farina, pilota automobilistico italiano
- Nino Frassica, attore, comico e personaggio televisivo italiano
- Nino Manfredi, attore, regista, sceneggiatore, doppiatore, scrittore e cantante italiano
- Nino Martoglio, regista, sceneggiatore, scrittore e poeta italiano
- Nino Rota, compositore italiano
- Nino Taranto, attore, comico e cantante italiano

### Varianti maschili
- Ninetto Davoli, attore italiano
- Ninì Grassia, regista, sceneggiatore e compositore italiano.
- Nini Rosso, trombettista e cantante italiano
- Nini Salerno, attore, regista, sceneggiatore e comico italiano

### Variante femminile Nina

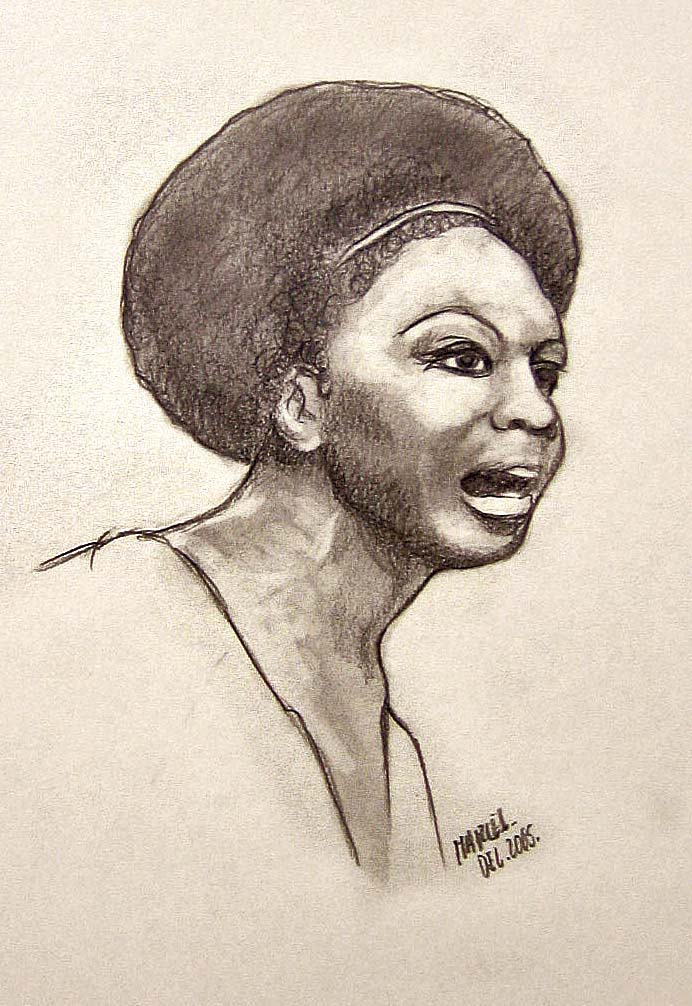
Nina Simone

- Nina Nikolaevna Berberova, scrittrice russa
- Nina Dobrev, attrice e modella bulgara naturalizzata canadese
- Nina Foch, attrice statunitense
- Nina Hagen, cantante, attrice e sceneggiatrice tedesca
- Nina Kraviz, disc jockey, produttrice discografica e cantante russa
- Nina Morić, showgirl, modella e conduttrice televisiva croata naturalizzata italiana
- Nina Persson, cantante svedese
- Nina Seničar, modella, showgirl e attrice serba
- Nina Simone, cantante, pianista, scrittrice e attivista statunitense
- Nina Zilli, cantautrice italiana

### Altre varianti femminili
- Ninette de Valois, ballerina e coreografa irlandese
- Nini Giacomelli, paroliera e scrittrice italiana
- Ninì Gordini Cervi, attrice italiana
- Ninì Pietrasanta, alpinista italiana

## Il nome nelle arti
- Nino è il protagonista della serie manga e anime Nino, il mio amico ninja.
- Nina è un personaggio della serie Pokémon.
- Nina Williams è un personaggio della serie di videogiochi Tekken.
- Il nome Nina è presente nei titoli di alcune canzoni, fra le quali:
  - Nina, cantata da Mario Castelnuovo.
  - Nina, cantata da Paola & Chiara.
  - Nina, cantata da Franco Ricciardi nell'album Fuoco.
  - Nina, cantata da Ed Sheeran.
  - Nina, Pretty Ballerina, cantata dagli ABBA.
  - Ho visto Nina volare, cantata da Fabrizio De André nell'album Anime Salve.
- Nina Corteccia è un personaggio della serie Melevisione.
- Nella Calabrisella il personaggio della donna amata si chiama Nina.
- Nina è un personaggio della serie web Drammi medicali.